# Джузеппе Марія Креспі
Джузеппе Марія Креспі (італ. Giuseppe Maria Crespi detto Lo Spagnolo, відомого за прізвиськом Іспанець; 14 березня 1665, Болонья — 16 липня 1747, Болонья) — художник Італії, що найменше зазнав впливу академізму болонців і майстрів пізнього бароко. Писав картини на міфологічні та релігійні теми, натюрморти, портрети. Палац Пеполі, Болонья, оздоблений фресками його роботи.

## Життєпис

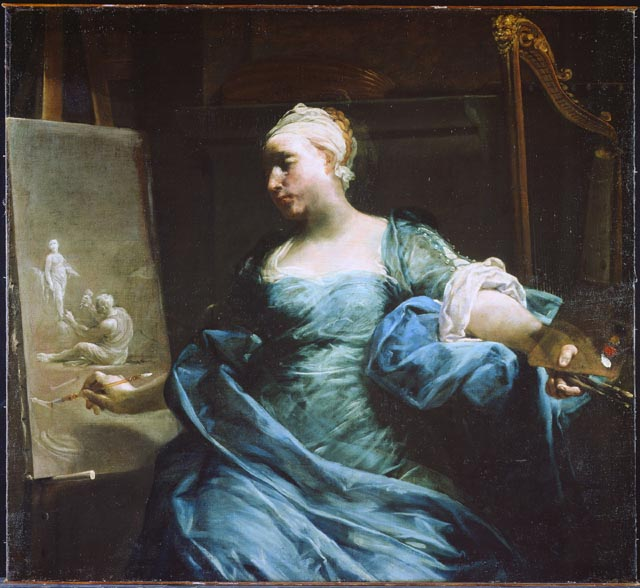
«Алегорія мистецтв»,
Дж. М.Креспі. Національна галерея Канади

Народився в місті Болонья. Художню освіту отримав у художників Д. Кануті, К. Чіньяні, А. Бурріні. Значно більший вплив на свідомість майстра мали твори художників Венеції і офорти Рембрандта. Навчався в болонській академії Клементіна, яку не закінчив: Джузеппе виключили за карикатуру на патрона навчального закладу графа Мальвазія. Робив вівтарні образи для церков, писав натюрморти. Особливе місце в творах майстра посіли фрески палаццо Пеполі в місті Болонья, де дав вихід своїм творчим емоціям — радісному світлу алегорій, поданих яскраво і святково-реалістично.
Джузеппе Марія Креспі був представником провінційного живопису Італії, поки не звернувся до жанрових сцен і не створив картини серії семи таїнств католицької церкви. Манера художника відрізнялася реалізмом, цікавістю до психології персонажів. Не грішив надмірностями і пафосом другорядних представників стилю.
Серед замовників художника були полководець Євген Савойський (Австрія), тосканський герцог Фердинандо де Медічі. Працював головним чином у провінційних містах Італії — Пармі, Модені, Пістої. Деякий час працював у Венеції, Флоренції. Навідався до Риму, де отримав звання лицаря від Папи Римського Бенедикта XIV.
Серед учнів — художник Крістофоро Терці.
Джузеппе Марія Креспі помер у Болоньї.

## Обрані твори
- «Розп'яття»
- «Поклоніння волхвів»
- «Містичні заручини Катерини Александрійської»
- «Алегорія живопису»
- «Портрет невідомої в блакитній сукні» (погруддя)
- «Невідома з трояндою і котом» (погруддя)
- «Тарквіній і Лукреція»
- «Невідома з голубом» (погруддя)
- «Галявина зі сплячими німфами»
- «Проповідь Івана Хрестителя»
- «Падіння грішних янголів»
- «Амур і Психея»
- «Музиканти» (декоративне панно)
- «Праля»
- «Мадонна з немовлям»
- «Смерть св. Йосипа»
- «Каяття Марії Магдалини»
- «Св. Єронім»
- «Селяни з віслюком»
- «Мисливський натюрморт з дичиною та рушницею»

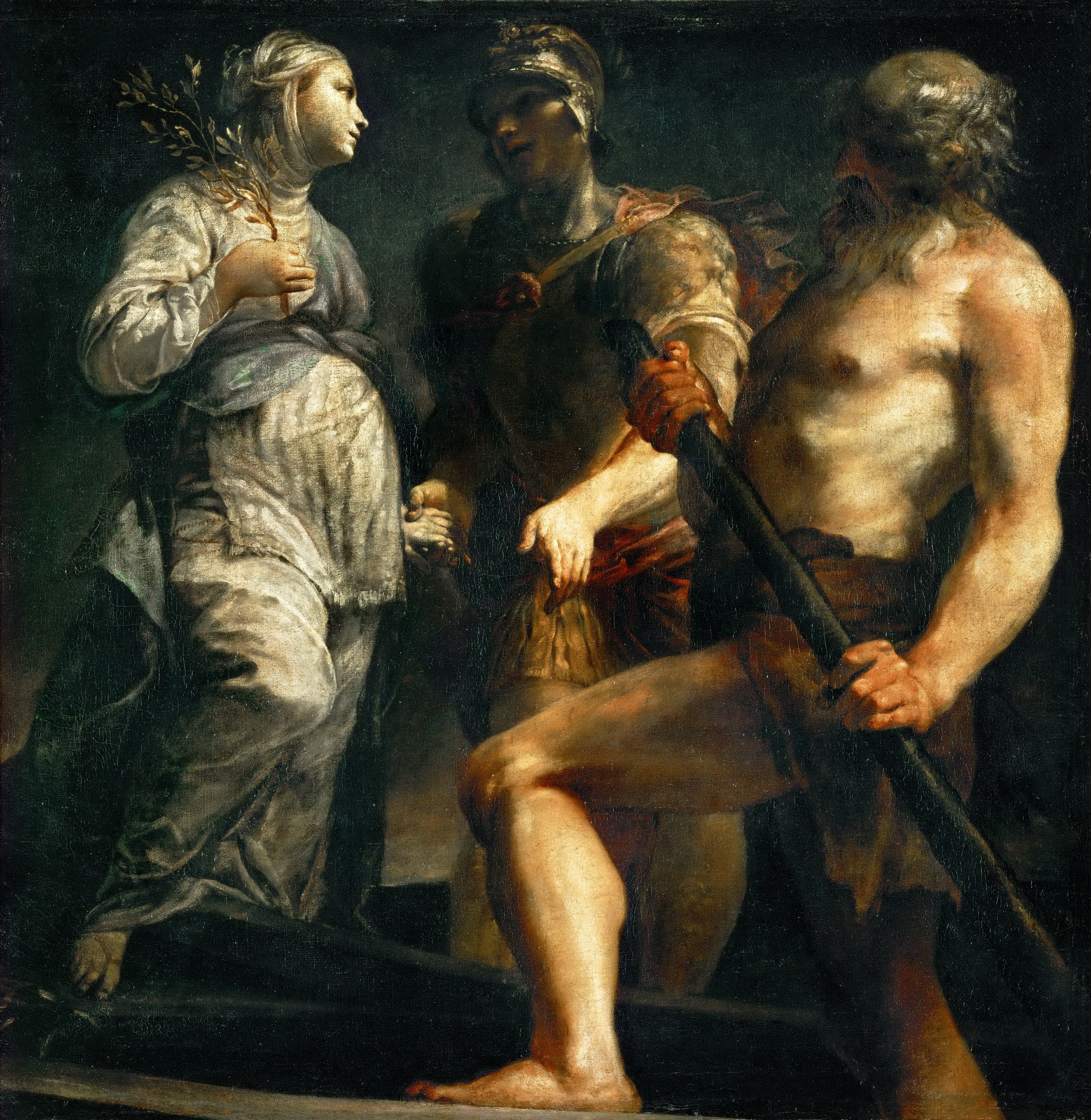
Сивілла Кумська, Еней і перевізник Харон (картина), Відень
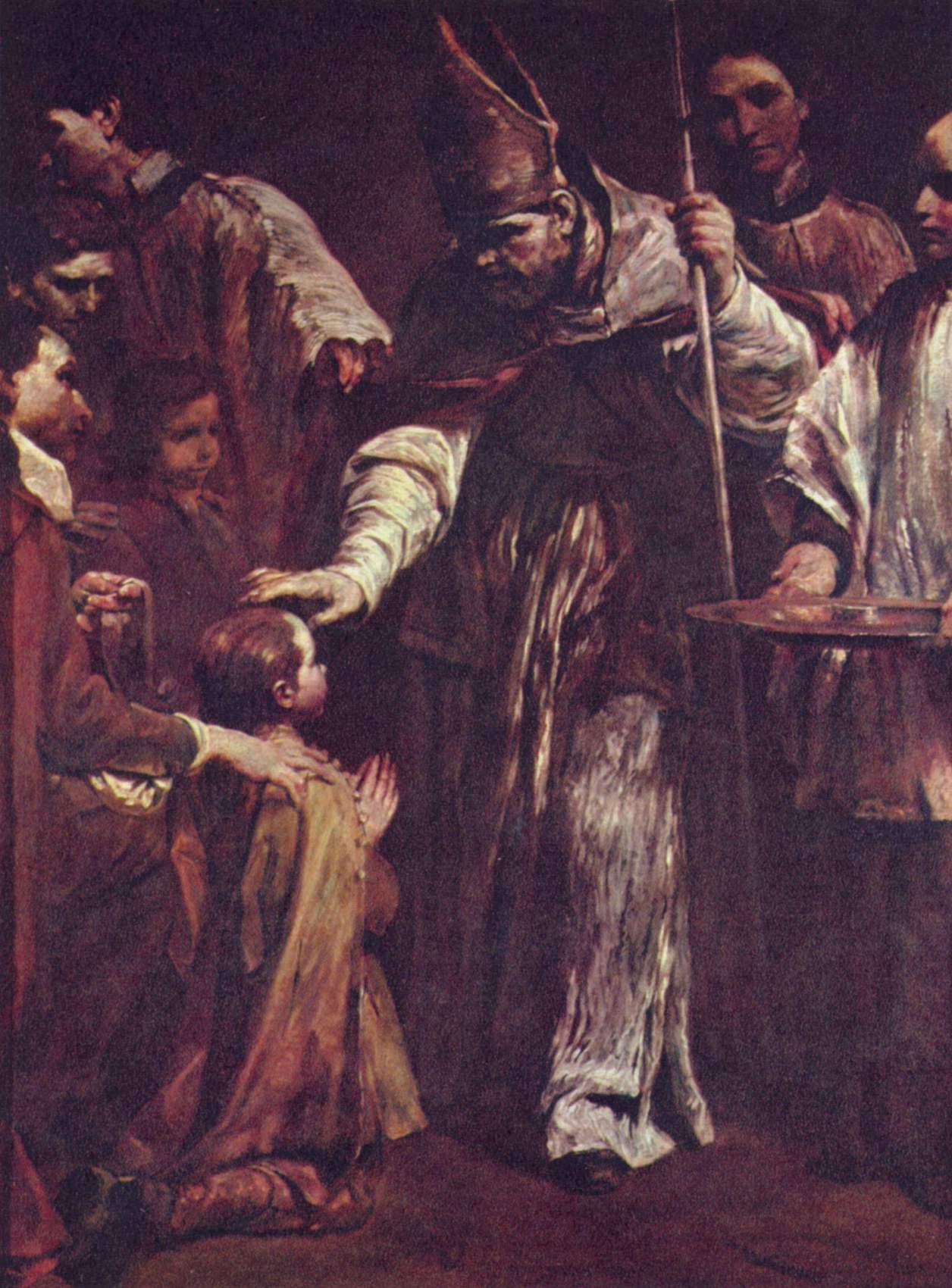
Миропомазання дитини, Дрезден
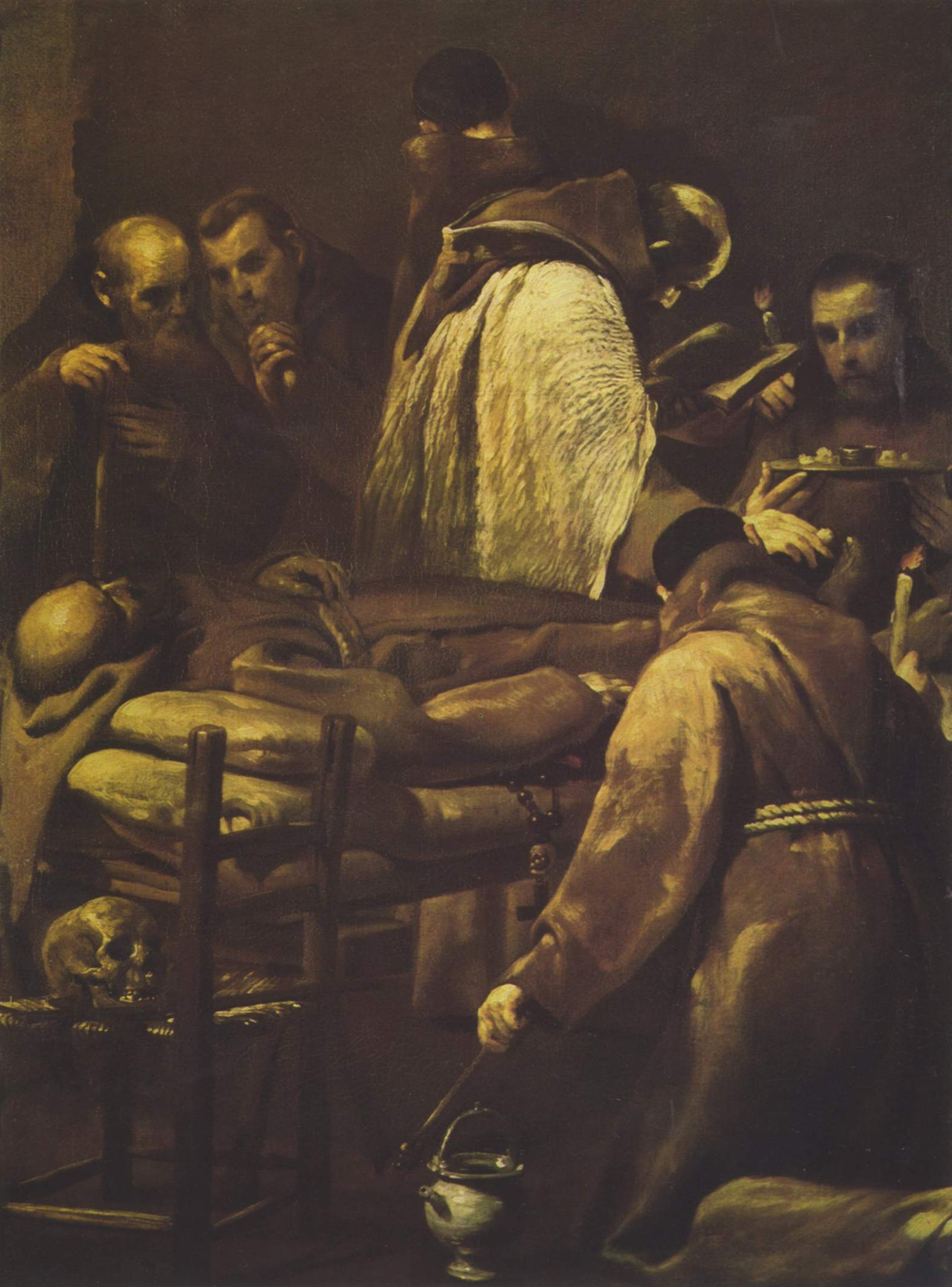
Передсмертна сповідь